# Paperino e il feticcio
Paperino e il feticcio (Voodoo Hoodoo) è una storia a fumetti di Carl Barks, pubblicata per la prima volta su Four Color n. 238 dell'agosto 1949.

## Storia editoriale
Barks trasse l'ispirazione iniziale per la storia dal film L'isola degli zombies (1932), essendo stato colpito in particolare da una scena dove degli zombi venivano schiacciati senza che si vedesse del sangue e dimostrando di non provare alcuna sensazione. Per l'aspetto di Gongoro l'autore si ispirò invece a due racconti pubblicati negli anni quaranta su The American Weekly, un supplemento domenicale ai quotidiani. Barks riprese inoltre una gag sui salti con la gommapiuma che aveva creato nel 1938 per lo storyboard di un cortometraggio di Paperino mai realizzato, The Rubber Hunter.

## Trama
Mentre passeggia per le vie di Paperopoli, Paperino ascolta alcuni discorsi di alcuni cittadini, che affermano di aver visto un Gongoro in giro. Il papero si imbatte proprio in esso, che gli consegna un feticcio (una specie di pupazzetto simile ad una bambola voodoo). Una volta a casa, Paperino si punge accidentalmente con una spina nascosta nella pancia del feticcio e perde i sensi. Venuto a sapere della notizia, Paperon de' Paperoni si reca a casa del nipote e racconta che il feticcio, in realtà, era destinato a lui. Molti anni prima, infatti, il ricco papero aveva raso al suolo un villaggio africano dello stregone Matumbo per sottrarre le terre agli abitanti e costruire così la sua piantagione di chiodi di garofano. Lo stregone, per vendicarsi, decise di punire Paperone avvelenando una spina nascosta nel feticcio, per poi farglielo consegnare da Gongoro. All'epoca, Paperone era fisicamente identico a Paperino e questo ha portato Gongoro a consegnare il pupazzo al destinatario sbagliato. Paperino viene inoltre a sapere che il filtro magico ha il potere di far diventare di dimensioni microscopiche la vittima e decide così di recarsi in Africa per trovare un antidoto; Qui, Quo e Qua, che avevano il compito di tenere sotto controllo Gongoro (tornato nel frattempo a casa loro), ottengono i soldi per andare anch'essi in Africa. Gongoro, infatti, riesce a vincere, inconsapevolmente, un barile di denaro partecipando ad una audizione. Durante la spedizione, il quintetto si imbatte in un uomo microscopico: il professor Cornelius Zampiron, anche lui vittima del potere del filtro. Il professore disegna una mappa a Paperino per aiutarlo a trovare il villaggio di Matumbo. Una volta trovato, quest'ultimo rivela al papero che il potere del filtro si era ormai esaurito al momento della puntura. Paperino, dalla contentezza, si lascia sfuggire di bocca il nome di Zio Paperone e lo stregone, capendo la parentela tra i due, decide di punirlo con un nuovo incantesimo. Paperino viene rinchiuso in un recinto eretto da delle palizzate, ma i nipotini riescono a portarlo in salvo. Subito dopo, i quattro decidono di legare dei materassini ai piedi di Gongoro e di farlo cadere da un dirupo in modo che colpisca tutti i membri della tribù che li stavano inseguendo. I paperi riescono così definitivamente a scappare e a tornare a casa.

## Censure
La storia è incorsa in diverse censure, sia preventive sia a posteriori. La Western Printing, dopo che Barks consegnò il fumetto, decise di sostituire le orbite vuote di Gongoro con pupille e palpebre semichiuse, e in due occasioni la parola "dead" (morto) viene sostituita con "done for" (spacciato).
La Disney ha inoltre sconsigliato per anni la ristampa della storia ai propri editori. Quando, nel 1986, la storia venne ristampata per la prima volta negli Stati Uniti (nel secondo volume della Carl Barks Library), tutti gli stereotipi etnici vennero eliminati, addolcendo i tratti del viso dei personaggi di colore (incluso il jazzista afroamericano Valvolone che compare nella prima tavola): in particolare fu modificato il disegno delle labbra e del naso e rimossi i denti aguzzi esibiti dagli indigeni, mentre a Gongoro fu tolto l'anello che porta al naso. La storia fu invece pubblicata nella sua versione originale nel volume Lost in the Andes della collana The Complete Carl Barks Disney Library, uscito negli Stati Uniti nel 2011.

## Edizioni
Paperino e il feticcio fu pubblicata per la prima volta negli Stati Uniti su Four Color n. 238 dell'agosto 1949, e ristampata solo a partire dal 1986. Fu pubblicata anche in diverse nazioni europee oltre che in Australia, Brasile, Cile, Egitto, Indonesia e Messico. In Italia fu pubblicata, divisa in tre parti, nei numeri 7, 8 e 9 di Topolino, da ottobre a dicembre del 1949. Nella traduzione, presumibilmente ad opera di Guido Martina, Gongoro non viene mai definito uno zombi come nella versione originale, dove invece il suo nome proprio (Bombie) gli viene dato dai nipotini; questa scelta è stata probabilmente dettata dal fatto che all'epoca, in Italia, la figura dello zombi era pressoché sconosciuta. Inoltre, la seconda domanda che il presentatore del quiz rivolge al Gongoro recita "Se voi foste una lumaca, che direste a Fausto Coppi?", traducendo arbitrariamente l'originale "If you were a mussel, what would you say to a postman?" ("Se voi foste una cozza, cosa direste a un postino?"). Queste particolarità sono state mantenute anche nelle ristampe successive.

## Accoglienza
Paperino e il feticcio fu accolta positivamente dalla critica. Thomas Andrae scrive che "nel rendere Gongoro muto, Barks mette in primo piano la mancanza di voce dei neri in America. Incapace di parlare, Gongoro diventa una figura su cui altri personaggi proiettano le loro fantasie, ansie e desideri"; definisce inoltre il personaggio "l'emblema dell'oppressione nera nell'America del dopoguerra". Andrae inoltre afferma che la storia "incarna le ansie degli uomini di essere sfruttati, disumanizzati ed evirati da una società aziendale iperconformista – in termini simbolici, cioè, di diventare uno zombi". Michael Barrier definisce il ritmo della storia "impeccabile" e fa notare che ciò che colpisce di più in essa e nella successiva Paperino e il tesoro dei vichinghi "è quanto Barks fosse diventato magistrale nel padroneggiare non solo la grammatica dei fumetti, ma anche quella che potrebbe essere definita retorica dei fumetti – la raccolta degli elementi di una storia a fumetti per creare la più forte impressione possibile".

## Influenza culturale
La storia a fumetti di Don Rosa Il cuore dell'impero, pubblicata nel 1994 come penultimo capitolo della serie La saga di Paperon de' Paperoni, è un prequel di Paperino e il feticcio e mostra come Paperone sia stato maledetto da Matumbo a causa dell'unico gesto malvagio da lui commesso.
Gongoro appare ne Il papero più ricco del mondo!, un episodio della seconda stagione di DuckTales, in cui viene rappresentato come un mostruoso cane antropomorfo che perseguita il papero più ricco del mondo. Nell'episodio, viene liberato da Qua dopo che quest'ultimo entra in possesso di un'enorme somma di denaro. Nella storia a fumetti in due parti Missione Antarctica! viene mostrato il suo precedente scontro con Paperone.